# Eduardo Jiguchi
Eduardo Jiguchi Machicado (Santa Cruz de la Sierra, 24 de agosto de 1970) é um ex-futebolosta boliviano.

## Carreira
Viveu seu melhor momento na carreira defendendo o Bolívar, entre 1992 e 1999.
Atuou também por Oriente Petrolero, Mariscal Braun, Jorge Wilstermann, The Strongest, Aurora e Destroyers.
Jiguchi encerrou sua carreira em 2007, defendendo o San José.

## Seleção
Jogou também pela Seleção Boliviana de Futebol, entre 1991 e 2002, atuando em 77 partidas. Participou das edições de 1991 e 2001 da Copa América.

## Títulos
Seleção Boliviana
- Copa América de 1997: 2º Lugar